# Siria
Het muziekduo Siria bestaat uit zanger Natalie Horler, bekend van Cascada, en een dj/producer van Cascada, Manuel Reuter (DJ Manian). Het Siria-project heeft twee singles uitgebracht op de Duitse en Canadese markt met de stem van Natalie, maar later is er op 3 juli 2008, een cover van Kate Ryans song "Desenchantée" uitgebracht door Siria, met een nieuwe vocalist.

## Carrière

### "Endless Summer"
"Endless Summer" is de eerste single van het Siria-project. Toen de single werd uitgebracht, dachten Cascada-fans dat ze weer de naam hadden veranderd, wegens legaliteitsproblemen (ze hebben de naam al eerder moeten veranderen van Cascade naar Cascada, omdat het anders te veel leek op de naam van Kaskade). Maar later werd duidelijk dat het ging om een project van Manuel en Natalie, en dus zonder Yanou.

### "I Will Believe It"
In het begin van 2005, heeft Siria "I Will Believe It" uitgebracht op de "Endless Summer"/"I Will Believe It" 12" single. Daar staan ook twee mixes van de song op. De eerste is een Eurotrance-versie, die veel leek op Manian en Natalie's andere single, "Reason", uitgebracht door een ander project van hen, Diamond. De andere remix is de "Cascada Remix", die een meer duistere, maar meer verwante stijl aan de net uitgebrachte "Everytime We Touch"heeft. De U.S. release werd uitgebracht met acht remixes.

### "Desenchantée"
De naam van Siria werd opnieuw gebruikt, maar nu met een nieuwe vocalist, voor een cover van de hit van Mylène Farmers, "Desenchantée", die bij Zooland Records werd uitgebracht in Duitsland op 3 juli 2008.

## Siria's toekomst
Met het wereldwijde succes van Cascada, heeft Manian besloten voorlopig geen nieuwe singles voor Siria te plannen. In het Verenigd Koninkrijk zijn beide Siria-songs onder Cascada uitgebracht op hun tweede album, Perfect Day, die enigszins veranderd zijn van de versies in 2007. Ondanks dat stonden "I Will Believe It" en "Endless Summer" niet op de Amerikaanse versie van Perfect Day.
In juli 2008 werd de naam van Siria teruggebracht met de single "Desenchantée", die niet de stem van Natalie Horler bevatte.